# Feuer frei!
«Feuer frei!» (укр. «Відкрити вогонь!») — п'ятнадцятий сингл гурту «Rammstein».

## Відеокліп
Відеокліп являє собою виступ групи на сцені упереміш з кадрами з фільму «Три ікси».

## Обкладинка
На обкладинці зображене дуло пістолету направлене вперед. Для того, хто дивится на неї, створюється ілюзія, що дуло направлене саме на нього.
Обкладинка існує в чотирьох кольорах — біла (оригінальне видання), жовта (UK Edition, частина 1), зелена (UK Edition, частина 2) та помаранчева (UK Edition, частина 3).

## Живе виконання
Вперше пісня була представлена у квітні 2000 року під робочою назвою «Punk». Живе виконання пісні було включене в DVD-диск «Völkerball» (причому двічі — в Франції, Нім та Англії, Лондон). Цікаво зауважити, що в кінці виконання цієї пісні на голови соліста і двох гітаристів надягали спеціальні вогнеметні маски, які своєю чергою «плювали» вогнем.
В пісні зустрічаються такі рядки — «Осудять того, хто знає біль вогню, що спалює шкіру», «Благородний той, хто знає біль вогню, що палає пристрастю», «Небезпечний той, хто знає біль вогню, що спалює дух», «Твоє щастя — не моє щастя. Це моє нещастя».

## Список композицій
Оригінальне видання (14 жовтня, 2002) 

1. «Feuer frei!» (Single Version) — 3:13 

2. «Feuer frei!» («Rammstein» vs. Junkie XL Remix) — 4:10 

3. «Feuer frei!» (Rammstein Remix 130) — 3:44 

4. «Feuer frei!» (Rammstein Remix 95) — 3:34 

5. «Du hast» (A Tribute to Rammstein Cover version of Battery: A tribute to Rammstein) — 4:42 

6. «Bück dich» (A Tribute to Rammstein Cover version of Battery: A tribute to Rammstein) — 3:39 

Британське видання (UK Edition) (13 листопада, 2002) 

1. «Feuer frei!» — 3:11 

2. «Mutter» (Radio Edit) — 3:40 

3. «Kokain» — 3:08 

Додатково. Відео, інтерв'ю, фото

## Цікаві факти
Вперше пісня «Feuer frei!» вийшла офіційно в третьому за рахунком альбомі «Rammstein» — «Mutter».
На задній стороні обкладинки сингла можна побачити зображення Олівера Ріделя з мішенню на грудях, яке було взяте з кліпу «Ich will».